# 九九式普通実包
九九式普通実包（きゅうきゅうしきふつうじっぽう）とは、日本陸軍が使用した7.7mm弾薬の名称である。九二式実包と薬莢の外形がほぼ同じであり、九九式小銃、九九式短小銃、九九式軽機関銃用の弾薬として使用された。本実包は、半起縁または無起縁の九二式実包を使用する九二式重機関銃や、九七式実包（後に九二式実包に改称）を使用する九七式車載重機関銃、無起縁の九二式実包を使用する一式重機関銃等の各種7.7mm銃からも発射可能であった。また、日本海軍が開発した四式自動小銃でも使用された。本実包の規格は7.7mm×58である。

## 概要
1919年（大正8年）12月、来たるべき小銃口径改正に備え、将来採用されるべき7.7mm歩兵銃および騎銃の設計要領書が陸軍技術本部より提示された。同時に使用実包の設計要領も示され、実包全長80mm、薬莢全長58mm、薬莢起縁部外径12.1mm等、この時点で後の7.7mm小銃用実包の薬莢外形がおおよそ決定された。その後も幾度か7.7mm小銃の試験が行なわれたが、いずれも性能不足により採用には至らなかった。なお、この時に設計された実包は、作動の確実性を期すために薬莢起縁部外径を12.7mmとした他は、ほぼ同仕様のまま八九式普通実包として航空機関銃用に採用された。また、この起縁部外径を増した薬莢は九二式重機関銃でも使用された。
1938年（昭和13年）10月、三八式歩兵銃に使用されていた三八式実包は口径が6.5mmであることから威力が小さく、また生産・補給の観点から7.7mm重機関銃との弾薬共通化を図る必要に迫られたことから、陸軍技術本部により新型7.7mm小銃の開発が始められた。この実包の外形は九二式普通実包と同一とし、さらにこれより反動を抑えることが必要とされた。
同年12月に弾薬の生産・補給効率の向上等を図るため企図された弾薬統制要領に基づき、九二式実包が無起縁となることが決定した。これに伴い九九式小銃および九九式軽機関銃でも無起縁の九二式実包を用いて開発が進められていたが、小銃および軽機関銃用としては反動が強すぎたため、装薬および弾丸重量を減らした九九式普通実包が開発されるに至った。
本実包は人馬の殺傷を目的とする。それまでに制定されていた九七式普通実包に比べ、より近距離目標の射撃に適していた。また、本実包は九二式重機関銃、九七式車載重機関銃、九九式小銃、九九式短小銃で共用できた。
弾丸はマンガン黄銅で被甲してあり、弾身は硬鉛第二種を使用した。弾長は31ミリ、弾径7.9mm、弾量約11.8gである。装薬には三番管状薬、または九九式用新試製方形薬（試製三番小銃薬、後に四番小銃薬へと変更）2.8gを使用した。薬莢および雷管は九七式車載重機関銃弾薬九七式普通実包と同一のものを使用した。実包全体の重量は25.5gで、全長は80mmである。なお、九九式普通実包の弾丸前部の形状は、九二式普通実包のものと較べるとやや丸みを帯びている。
本実包は九九式小銃、九九式短小銃、九九式軽機関銃の制定に伴い、主として小銃および軽機関銃用として使用し、併せて九二式重機関銃、九七式車載重機関銃にも使用できる実包として審査が行なわれた。審査は1938年（昭和13年）10月、1939年（昭和14年）3月、同年6月、同年12月にわたり、伊良湖射場と富津射場において弾道性と殺傷能力を試験した結果、実用に適するものと認められ、1940年（昭和15年）3月31日に「九九式軽機関銃弾薬九九式普通実包」として仮制式制定が上申された。
本実包に採用された弾丸は、前部から中部にかけての被甲厚が厚く、かつ後部が薄くなっており、1913年（大正2年）2月に制定された三八式実包の新型弾丸と同様に、弾丸の重心を後部に移し、かつ圧拡作用が良好になる様に企図されていた。

## その他の弾種
以下の弾種が存在した。
なお「兵器細目名称表」においては、弾薬の名称は「九九式○○銃弾薬（○○式）○○実包」、「九九式○○銃弾薬空包」という型式で呼称する。後に名称の簡易化を図るため、従来同一の弾薬でありながら銃毎に制定してあった弾薬の名称が、全て「七粍七銃弾薬（○○式）○○実包」、「七粍七銃弾薬○○銃空包」へと統一された。

### 狭窄射撃実包
実包射撃要領教育用の弾薬。
実包全体の長さは61mm、重量は14.26gであった。弾丸は銅製被甲とし、弾身には鉛を使用した。装薬として無煙拳銃薬0.25gを装し、使用する薬莢および雷管は九九式普通実包と同一である。
本実包は1939年（昭和14年）10月に伊良湖射場で、同年12月に富津射場で試験が行われ、その結果機能は概ね良好で、射距離15mおよび20mにおける命中精度も良好であったことから実用に適すると認められ、1940年（昭和15年）3月に仮制式制定が上申された。
後に名称統一のため、「小銃狭窄実包」へと改称された。

### 空包
演習用の弾薬。小銃用のものと機関銃用のものとがあった。
小銃用のものは、空包全体の長さは80mm、重量は12gであった。弾丸は洋紙製中空紙弾を使用した。装薬として一号空包薬0.8gを装し、使用する薬莢および雷管は九九式普通実包と同一である。
本空包は1939年（昭和14年）10月に伊良湖射場で試験が行われ、その結果機能は概ね良好であったことから実用に適すると認められ、1940年（昭和15年）3月に仮制式制定が上申された。
機関銃用のものは、九七式車載重機関銃弾薬空包と同一のものである。
後に名称統一のため、それぞれ「小銃空包」および「機関銃空包」へと改称された。

### 試製一式「サ」弾
主に対空射撃の威力を増大する目的で作られた炸裂弾。
本弾丸は1941年（昭和16年）12月に富津射場で九九式小銃および九九式短小銃を用いて第一回試験が行われたが、試験に供された弾丸はいずれも弾丸内の撃針が前進しなかったことから、この原因を探求し更なる研究の上改修を施す必要があるとの判決を受けた。

### 試製X弾
特殊な目的に対して有効な殺傷威力を発揮するよう企図した弾丸を使用する弾薬。
1940年（昭和15年）2月の第一回試験は口径6.5mmの「試製普通実包X弾/Y弾」を用いて行われたが、1941年（昭和16年）3月の第二回試験では口径7.7mmに変更された。この際、従来のX弾系のものを廃し、弾身先端部に空間を設けて薬剤を充填したY弾系を改良したものを改めて「試製X弾」と名づけた。この新X弾の内、複数の縦溝・横溝を被甲の外部に施したものを「試製X弾（甲）」、内部に施したものを「試製X弾（乙）」とし、弾身の材質を硬鉛第一号とした他は九九式普通実包とほぼ同じあった。また、新たにトーチカの銃眼に対する射撃試験も行い、破砕した破片による効果についても検証を行った。
同年7月の第三回試験においては、前回試験で製造および秘匿が容易であるとされた試製X弾（乙）を改良したものが用いられた。本試験により、試製X弾は機能良好で精度についても制式実包と大差なく、弾丸の機能についても所期の目的を達成したという判決を得た。
1942年（昭和17年）3月の第四回試験では擬薬（食塩）だけではなく本薬（実際に使用する毒物）が充填された試製X弾も用意され、実際に動物（豚）に対して射撃し、その殺傷威力を検証する試験も行ったと思われるが、結局完成には及ばなかった。

## 代用材料の使用
ニッケルや銅などの各種資源の不足により、弾丸や薬莢にギルドメタルや鉄（極軟鋼）、アルミニウム等の代用材料を使用したり、既存の製造機械を流用する等した実包が研究・生産された。

### 鉄薬莢
1941年（昭和16年）8月、鉄薬莢の整備に関しては九二式歩兵砲および四一式山砲用として既に開始されていたが、大量生産の見地からは未だ完璧とは言えなかった。薬莢資源の確保という観点から、鉄薬莢の全面的な採用は焦眉の急であり、まずは高射砲と戦車砲を除く十糎榴弾砲以下の火砲用薬莢および7.7mm実包用薬莢について研究を完成するものとした。鉄薬莢の研究は陸軍兵器行政本部、第一陸軍技術研究所、第八陸軍技術研究所、東京第一陸軍造兵廠、名古屋陸軍造兵廠、大阪陸軍造兵廠、そして各民間会社等で連携して行なわれた。7.7mm実包用鉄薬莢の研究に当たっては、当時既に鉄薬莢を大量生産していたドイツのポルテ社に技術者を派遣し、実習を受けさせる等の努力を重ねた結果、1943年（昭和18年）4月から1945年（昭和20年）度末までの整備計画を策定するに至った。7.7mm実包用鉄薬莢の生産は名古屋陸軍造兵廠鷹来製造所第三工場（薬莢工場）にて行なわれ、最盛期には月産200万発に達した。
鉄薬莢は地金として炭素含有量0.08%以下の低炭素鋼である鉄薬莢地金（丁）（丁地金とも。後に薬莢鋼第二種となる）を使用し、薬莢表面には防錆および製造工程における薬莢材料搾伸時の焼付防止・潤滑のためパーカー処理が施され、その上に更に防錆塗料が塗抹してあった。鉄薬莢の製造にあたっては、得率向上のために黄銅薬莢のものより製造公差を若干大きくし、噴火孔を径0.7mmのもの2つから径1.0mmのもの1つに変更するといった改正を行なうこととされた。
鉄薬莢は地金の性質上、黄銅薬莢に比べ抽筒機能が劣るため、一時的な応急策として装薬を0.2g減装し、部隊に対して薬莢への塗油を励行する様指導した。また、鉄薬莢は黄銅薬莢に比べ発錆しやすく、これがさらに抽筒不良を助長した。この対策として内缶に収容する等の対策を講じたが、資材の不足等により十分実施できなかった。
1945年（昭和20年）度の小火器調達計画における調達予定数は、黄銅薬莢の九九式普通実包（以下『九九普（銅）』と表記）が7,700万発であるのに対し、鉄薬莢の九九式普通実包（以下『九九普（鉄）』と表記）が2億6,000万発、鉄薬莢の九九式小銃空包が1,400万発、鉄薬莢の九二式普通実包が4,000万発であった。
また、名古屋陸軍造兵廠における生産実績は、1943年（昭和18年）度に九九普（銅）3,480万発に対し、九九普（鉄）135万発、1944年（昭和19年）度に九九普（銅）9,460万発に対し、九九普（鉄）2,130万発、1945年（昭和20年）度に九九普（銅）2,846万発に対し、九九普（鉄）80万発とされている。

### 鉄被甲弾丸
1941年（昭和16年）、鉄薬莢の研究開始と同時期に、弾丸被甲の材料を鉄とした実包の研究も開始されたが、その優先度は低く、末期に少数が生産されたのみである。

#### 四式普通実包
弾丸の被甲に鉄（薬莢鋼第二種製で、試製四式曳光実包と同一のもの）を使用した普通実包。本実包は各種7.7mm銃で共用できた。本実包の生産は名古屋陸軍造兵廠鷹来製造所にて行なわれたが、本土決戦指向により第一線においては使用されなかった。
1945年（昭和20年）度の名古屋陸軍造兵廠における四式普通実包の生産実績は、黄銅薬莢のものが763万発、鉄薬莢のものが320万発の計1,083万発とされている。

#### 試製四式曳光実包
黄銅資源の節約のため、既に研究済みの鉄被甲普通実包（四式普通実包）と同一の被甲を用い、かつ曳光剤を収める内管をも鉄製とした曳光実包を完成する目的をもって試製した実包。
弾丸全長36mm、直径7.9mm、重量（実測値）約9.6g。被甲には薬莢鋼第二種、弾身には硬鉛第二種、内管には鋼板を使用した。内管の内部に硝酸ストロンチウムを主剤とした曳光剤0.8gと、過酸化バリウムを主剤とした点火剤0.4gが充填されている。装薬として四番小銃薬2.9gを装し、使用する薬莢および雷管は九二式普通実包と同一である。実包全体の長さは80mm、重量（実測値）は約23.1gであった。被甲および内管には防錆のためパーカー処理を施し、さらに黒色ワニスを塗抹する。本実包は各種7.7mm銃で共用できた。
本実包の試作・研究は、東京第一陸軍造兵廠、第一陸軍技術研究所、中外火工（中外火工品株式会社）大和田製作所等で行なわれた。1944年（昭和19年）8月、同年11月、1945年（昭和20年）1月にわたって試験を行ない概ね実用に適すると認められたが、大量生産についてはなお研究の余地があるとされた。整備の必要があれば直ちに「四式曳光実包」（もしくは「五式曳光実包」）として制式制定上申を行なう予定であった。

### 豊川海軍工廠製の九九式普通実包
1944年（昭和19年）頃から豊川海軍工廠において、通常のものとは仕様の異なる九九式普通実包が少数生産された。この実包の大半は、海軍が生産を行っていた九九式小銃（特）で使用された。
弾丸は海軍航空機銃等で使用される七粍七機銃弾薬包（.303ブリティッシュ）の普通弾（イギリスのMk.7実包のコピー）と同じものを使用した。この弾丸は黄銅で被甲してあり、弾身先端部にはアルミニウムの代わりにグッタペルカ様のものが詰められており、弾身後部は硬鉛である。装薬は海軍で一般的に使用されたグラファイト・コーティングされたニトロセルロース製管状薬（八九式一号火薬）約2.7gを使用した。雷管は七粍七機銃弾薬包と同様の大型のドーム状雷管を用いた。薬莢の全長は通常の九九式普通実包より約1mm程短く、七粍七機銃弾薬包の薬莢の全長とほぼ同等である。また、弾丸の固定のため莢口周囲に三点駐刻が施されていた。以上の様に七粍七機銃弾薬包と共通点が多いのは、既存の弾薬製造機械に大きな変更を加えることなく生産するためであったと考えられている。

## 重機関銃との共用
1940年（昭和15年）2月に、従来半起縁式であった九二式実包の薬莢が無起縁へと変更された。このため、新製品である無起縁の九二式実包は、九九式軽機関銃および九九式小銃等の無起縁実包を使用する銃にも共用できるようになった。しかしながら、装薬量および弾丸重量の違いからくる反動や照尺距離の違い等の問題があった。
九九式普通実包を九二式重機関銃に使用する際には、照尺を調整する必要があった。これは九二式普通実包がより遠距離射撃に適したからであった。修正量は射距離600mから800mでは50m伸ばし、射距離800mから1,200mでは100m伸ばした。また、四式普通実包を九二式重機関銃に使用する際も同様に調整する必要があった。修正量は射距離600mから800mでは100m伸ばし、射距離800mから1,800mでは200m伸ばした。

## 現在
九九式短小銃の少なからぬ数が、戦後欧米の銃器市場でスポーツ射撃又は狩猟銃として出回った事により、九九式実包は現在も一定以上の需要が存在し続けている。欧米市場では両弾薬を一括して7.7mm×58 アリサカという規格で取り扱っており、実包はスウェーデンのノルマ社、米国のホーナディ社やプレシジョン・カートリッジ社、グラーフ＆サンズ社等から販売されている。ハンドロードに用いられる弾頭は.303ブリティッシュ弾と同じ0.311から0.312口径のものが適用でき、シエラ社、CCI社などから供給されている。薬莢は市販実包の空薬莢を利用する他は、.30-06スプリングフィールド弾の薬莢をリサイズして用いる場合もあり、風変わりな手法としては7.92×57mm マウザー弾の薬莢でハンドロードを行った後に、実銃で発火させる事で腔圧により薬莢を変形させる方法が用いられる場合もある。